# Türnitz (Fluss)
Die Türnitz ist einer der beiden Quellflüsse der Türnitzer Traisen im Bezirk Lilienfeld im Mostviertel, Niederösterreich.

## Name
Das Gewässer wurde im Jahr 1209 als Durntze torrens erstmals schriftlich erwähnt. Der Name Türnitz ist vermutlich slawischen Ursprungs und bedeutet „abgeschiedener Ort“. Alternativ könnte er sich vom keltischen *Durā oder *Duriā mit der Bedeutung „Flusslauf“ ableiten.

## Geografie
Die Türnitz entspringt Am Gscheid östlich von Annaberg. Jenseits des Gscheids quellt die Walster, womit das Gscheid die Wasserscheide zum Flusssystem der Enns darstellt. Die Türnitz fließt insgesamt 12 km nach Norden bzw. Nordosten über Haupttürnitzrotte ab und nimmt dabei als größte Zubringer den Kohlgraben und den Steinbach auf, letzterer nimmt zunächst den Mühlhofgraben auf fließt dann in Steinbachrotte von links in die Türnitz ein. Die Türnitz mündet in der Anthofrotte am Ortsbeginn von Türnitz linksseitig in die Traisen.
Die Türnitz hat einen Durchfluss von 1 m³/s.
Im Tal der Türnitz finden sich keine größeren Siedlungen, abgesehen von einzelnen Zerstreuten Häusern wie den beiden Annaberger Orten und gleichnamigen Katastralgemeinden Annarotte und Haupttürnitzrotte sowie der Türnitzer Katastralgemeinde Steinbachrotte.

## Geschichte
Im frühen 9. Jahrhundert siedelten sich slawische Ackerbauern im Gebiet der Türnitzer Traisen an, welche als Untertänige der Magyaren diesen nach Westen gefolgt waren. Die Magyaren verwüsteten und entvölkerten später noch mehrmals die Gebiete Niederösterreichs, bis sie 955 in der Schlacht auf dem Lechfeld endgültig besiegt wurden. Diesen slawischen Siedlern verdanken der Fluss und der gleichnamige Ort heute ihren Namen.
Weiters wurde die Türnitz in der zweiten Stiftungsurkunde Stift Lilienfelds vom 13. April 1209 als eine der Grenzmarken genannt, die das Gebiet abstecken sollten, das Herzog Leopold VI. dem Kloster übergeben hatte. Der Subprior, Kämmerer und Archivar von Stift Lilienfeld, Paul Tobner, beschreibt diesen Grenzverlauf 1902 in seiner Jubiläums-Festschrift "Lilienfeld, 1209-1902" folgendermaßen:

„...von dieser sodann herab zum Ursprunge des Baches "Retze" (jetzt noch bestehen Retzhöfe in der Weidenau bei Türnitz) und zum Türnitzbache, von wo sich die Grenze bis zum Flusse Erlaf erstreckt und, die dortigen Berggruppen umfassend, auf der Wasserscheide der linkerhand des Türnitzbaches sich hinziehenden Höhen bis zum Besitze einer Frau Hadmudis...“